# Tarot (album)
Tarot (Il tarocco) è il sesto album in studio del gruppo musicale spagnolo Dark Moor, pubblicato nel 2007 dalla Scarlet Records.

## Tracce
1. The Magician – 1:29
2. The Chariot – 4:23
3. The Star – 4:29
4. Wheel Of Fortune – 3:59
5. The Emperor – 4:09
6. Devil In The Tower – 7:51
7. Death – 5:00
8. Lovers – 4:06
9. The Hanged Man – 5:31
10. The Moon – 11:31
11. The Fool (bonus track)) – 4:12

## Formazione
- Alfred Romero - voce
- Enrik Garcia - chitarra
- Dani Fernández - basso elettrico
- Roberto Cappa - batteria

### Altri musicisti
- Manda Ophuis - voce - (Nemesea)
- Sincopa 8 - cori
- Andy C. - batteria
- Hendrik J. de Jong - chitarre "pulite" - (Nemesea)

Fonte:

## Download
I Dark Moor hanno messo a disposizione per il download digitale gratuito alcuni brani sul proprio sito ufficiale.